# NGC 99
NGC 99 је спирална галаксија у сазвежђу Рибе која се налази на NGC листи објеката дубоког неба.
Деклинација објекта је + 15° 46' 12" а ректасцензија 0h 23m 59,6s. Привидна величина (магнитуда) објекта NGC 99 износи 13,3 а фотографска магнитуда 14,0. NGC 99 је још познат и под ознакама UGC 230, MCG 2-2-6, CGCG 434-6, CGCG 457-11, IRAS 00214+1529, PGC 1523.